# Carel Reyniersz
Carel Reyniersz (Amsterdam, 1604 – Batavia, 19 mei 1653) was van 1650 tot 1653 voor de Vereenigde Oostindische Compagnie gouverneur-generaal van alle VOC-bezittingen buiten de Republiek der Zeven Verenigde Nederlanden. Tijdens zijn bestuur werd Kaap de Goede Hoop gesticht en werden de Portugezen op Ceylon aangevallen. Het initiatief ging daarbij uit van de Heren XVII.
Reyniersz vertrok in 1627 als opperkoopman naar de Kust van Cormandel in het huidige India. Hoewel hij beschuldigd werd van particuliere handel, werd hij in 1635 benoemd tot gouverneur aan de Coromandel. In 1636 werd hij raad extraordinair van de Raad van Indië. In 1638 keerde hij als admiraal van de retourvloot terug naar Nederland. Hij vestigde zich als koopman in Amsterdam. Hij verloor echter zijn hele vermogen en vertrok op 24 april 1645 aan boord van de Salamander terug naar Indië. Daar aangekomen (3 december 1645) werd hij in 1646 lid van de Raad van Indië.
In 1650 werd gouverneur-generaal Cornelis van der Lijn eervol ontslagen en op 26 april 1650 werd Reyniersz benoemd tot zijn opvolger, een taak waar hij erg tegenop zag. Hij had als taak een nieuwe instructie voor het beleid in Indië in te voeren. Belangrijk was hoe de concurrenten zo veel mogelijk kon worden uitgesloten. Er moest opgetreden worden tegen particuliere specerijenhandel en een overproductie van specerijen. Reyniersz hield zich strikt aan deze opdracht, dat leidde tot een groot conflict in  West-Ceram waar de bevolking het vernielen van aanplant niet accepteerde. Pas in 1658 werd de strijd beëindigd.

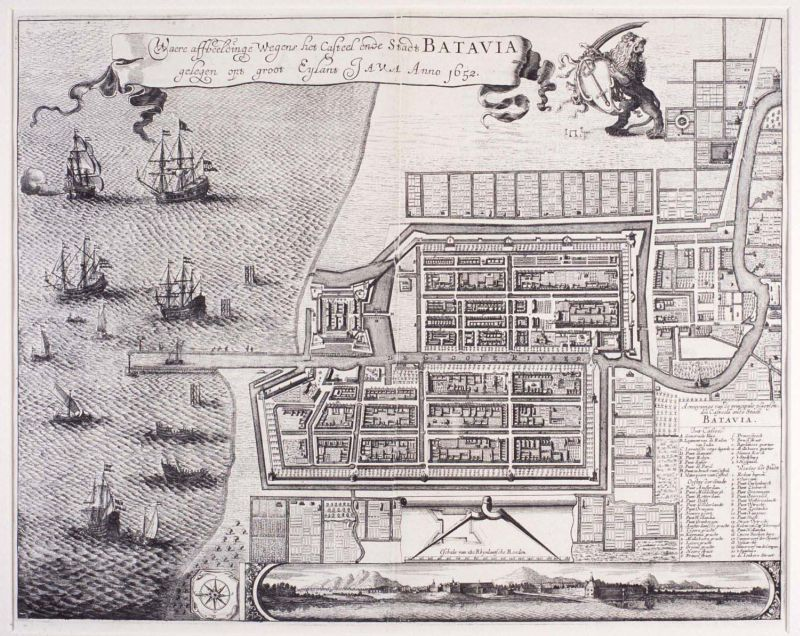
Plattegrond Batavia anno 1652, Collectie Wereldmuseum Amsterdam

In 1653 wilden de Heren XVII hem ontslaan. De bewindhebbers waren niet te spreken over het zwakke bestuur van Reyniersz. Er lag reeds een ontslagbrief in de Republiek voor verzending klaar met als argumentatie dat hij “niet te besitten de vereyschte bequaemheden om dat ampt waer te nemen”. Dit ontslag werd nooit verzonden, omdat net daarvoor een verzoek van Reyniersz zelf binnenkwam om hem om gezondheidsredenen te ontslaan. Dit verzoek werd ingewilligd. Reyniersz overleed in de nacht van 18 op 19 mei 1653 aan een attaque. Hij werd in Batavia begraven en opgevolgd door Joan Maetsuycker.

## Huwelijk
In 1648 trouwde hij met de veertienjarige Françoise de Wit (geboren 1634), een dochter uit immigrantenouders. Enkele maanden nadat Carel Reyniersz overleed, trad ze  opnieuw in het huwelijk.